# グエルチーノ

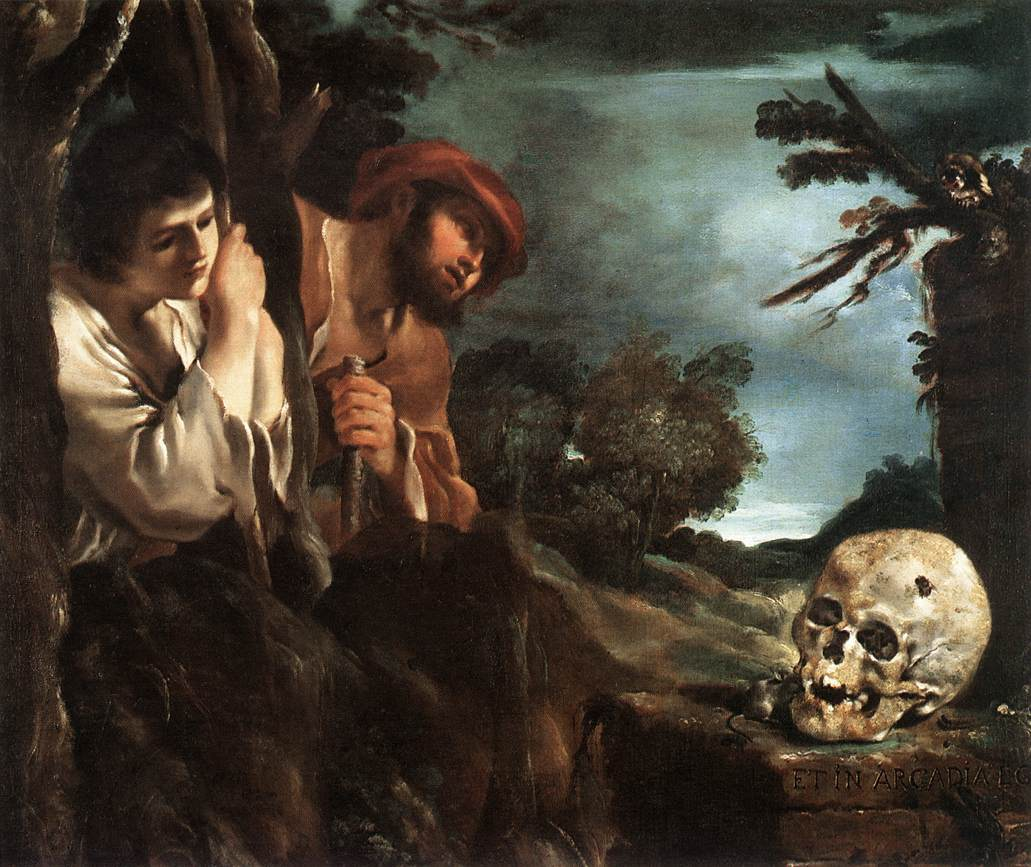
グエルチーノ『我アルカディアにもあり』（1618-1622年）ローマ、バルベリーニ宮国立古典絵画館

グエルチーノ（Guercino）ことジョヴァンニ・フランチェスコ・バルビエーリ（Giovanni Francesco Barbieri, 1591年2月2日または2月8日 - 1666年12月22日）は、バロック期のイタリアの画家。エミリアの出身で、ローマ、ボローニャで活動した。グエルチーノという言葉は「やぶにらみ」という意味で、彼が斜視だったことからつけられたあだ名である。作家のカルロ・チェーザレ・マルヴァジアによると、幼いころ大きな音で目を覚まし、あまりの衝撃に右目が斜めに固まったという。この話が本当かどうかはともかく、斜視が彼の画家としての業績に悪影響を与えた形跡はうかがえない。

## 生涯
グエルチーノは、ボローニャとフェラーラの間に位置するチェントという村で生まれた。17歳になった時には、ボローニャ派の画家ベネデット・ジェンナーリ（en:Benedetto Gennari）と仲間になっていた。1615年にはボローニャに住んでいて、そこでグエルチーノの絵は、年上のルドヴィコ・カラッチの賞賛を得ていた。グエルチーノは2つの巨大な絵をカンヴァスに描いた。『ペリシテ人に捕えられるサムソン』（1619年、メトロポリタン美術館) と、『カラスに食事を奪われるエリヤ』（1620年）である。その絵の中には自然主義画家カラヴァッジオ風のスタイルが見られる（もっともグエルチーノがローマにあるカラヴァッジオ自筆の絵を見ることができた可能性は低い）。なお、この2点はフェラーラに来ていた教皇特使セッラ枢機卿のために描かれたものである。
『我アルカディアにもあり』 (1618-1622年) は、ピッティ宮殿にある『マルシュアスの皮を剥ぐアポロン』と同時期に描かれた。彼自身がよく言っていたことだが、グエルチーノの初期のスタイルはチェントのアンニーバレ・カラッチの影響を受けている。それが後期の作品となると、彼と同時代の巨匠グイド・レーニの作風に接近し、より明るく明瞭な絵を描くようになってゆく。ちなみに、生前グエルチーノは大変高い評価を受けていた。

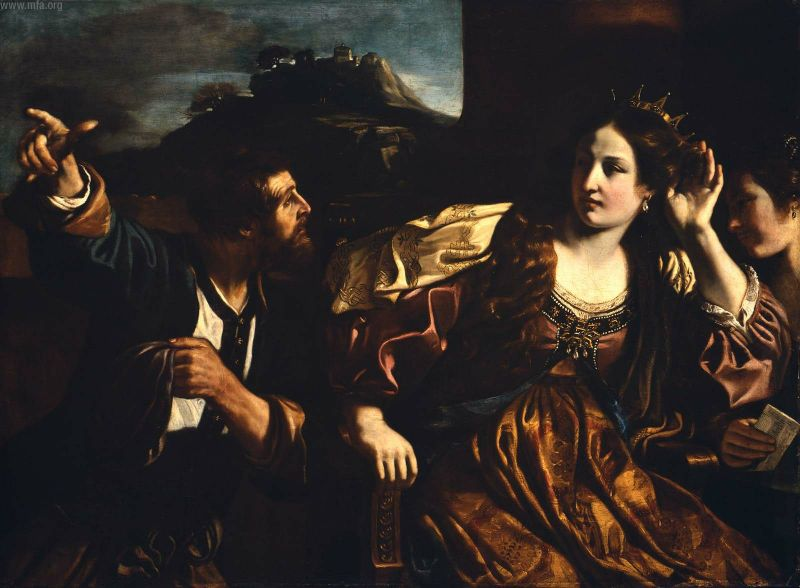
『バビロンの反乱の報告を受けるセミラミス』（1624年）カラヴァッジオの影響が明らかである。ボストン美術館

それからグエルチーノは、エンツォ・ベンティヴォーリョ侯爵によって、ボローニャのルドヴィシオ家出身のローマ教皇グレゴリウス15世の元に推薦された。ローマで過ごした1621年から1623年の間、グエルチーノはたくさんの絵を描いた。カシーノ・デ・ヴィラ・ボンコンパーニ・ルドヴィージのフレスコ画『アウローラ』（1621年）、サン・クリソゴーノ教会の天井画『栄光の聖クリュソゴヌス』（1622年）、『グレゴリウス15世の肖像画』（現在J・ポール・ゲティ美術館にある）、そしてグエルチーノの傑作と言われている、バチカンのために描かれた『聖ペトロニラの埋葬（聖ペトロニラの祭壇画）』（現在カピトリーノ美術館にある）、などなど。
グレゴリウス15世が没すると、グエルチーノはチェントへ帰郷した。1626年にはピアチェンツァ大聖堂にも複数のフレスコ画を描きはじめた。1642年のグイド・レーニの死後、グエルチーノは工房をボローニャに移し、街の主要な画家となった。
レッジョのフランシスコ修道会は、1655年、グエルチーノの祭壇画『聖母子の絵を見せる聖ルカ』に300ダカット金貨を支払った（現在この絵はミズーリ州カンザスシティのネルソン・アトキンス美術館にある）。コルシーニ家も1657年に『キリストの鞭打ち』の代金として、グエルーノに300ダカット金貨を支払った。
グエルチーノは絵を仕上げるのが異常なくらい早かった。教会のために描いた巨大な祭壇画の数も106点はあり、それ以外の絵の合計もおよそ144点あった。彼はまた優れたデッサンを数多く描いた。彼の作品には多くの素描（普通はインク、薄めたインク、紅殻チョークによる）が含まれている。グエルチーノは1666年に亡くなるまで、絵を描き、教え続け、相当な財を成した。

## ギャラリー

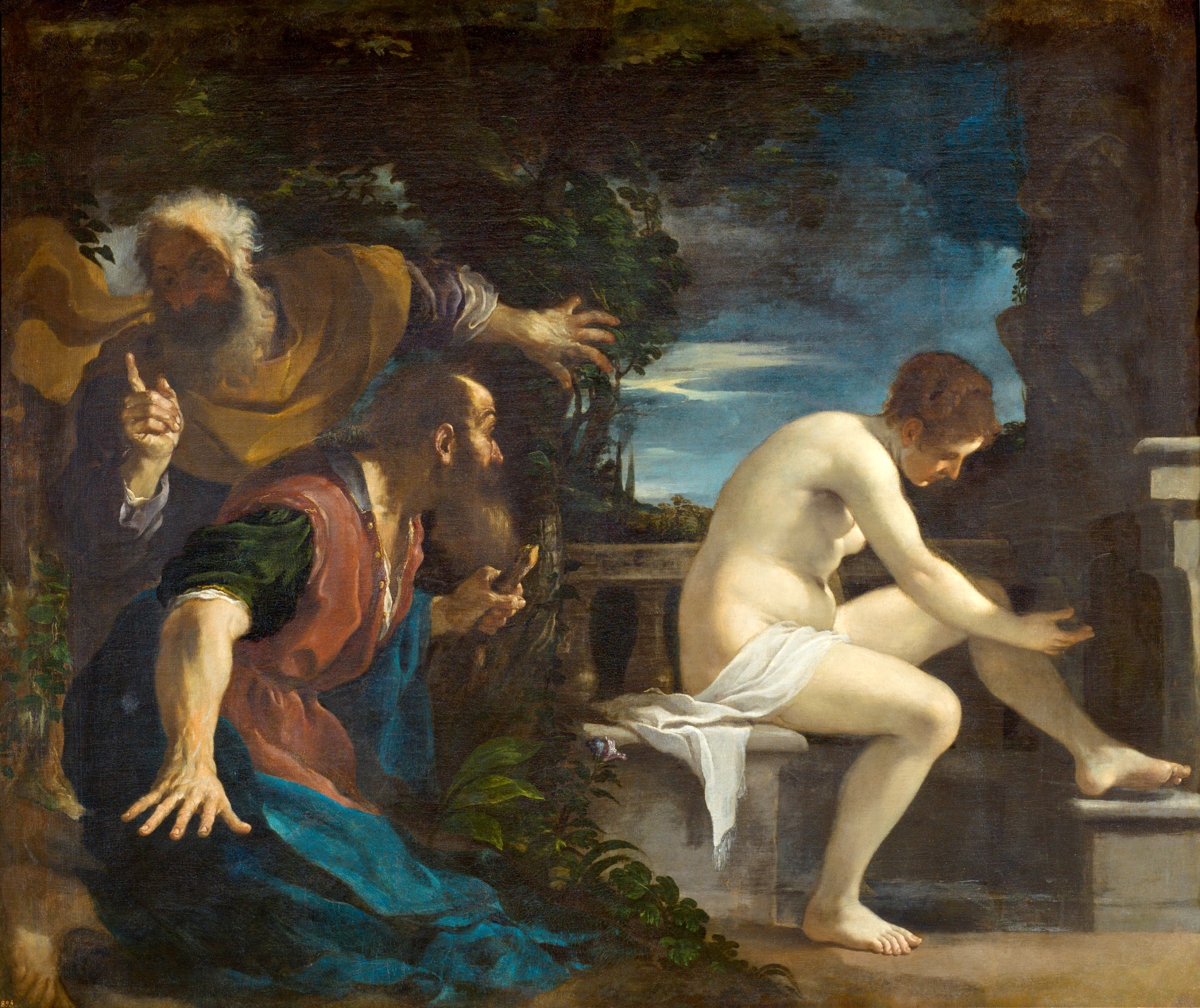
『スザンナと長老たち』（1617年）マドリード、プラド美術館
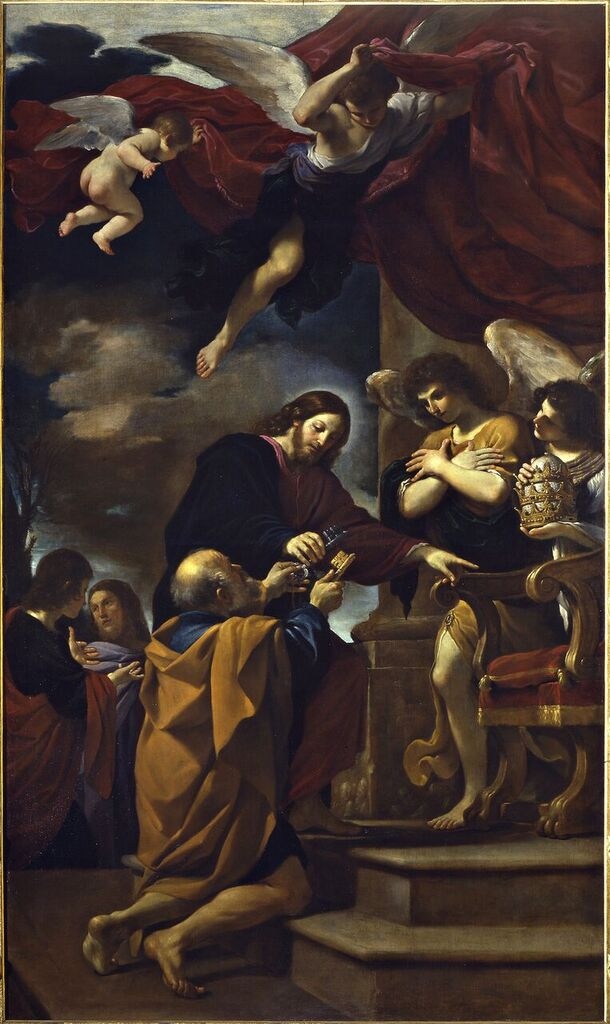
『聖ペテロに鍵を渡すキリスト』 (1618年) チェント、イル・グエルチーノ市立美術館（イタリア語版）
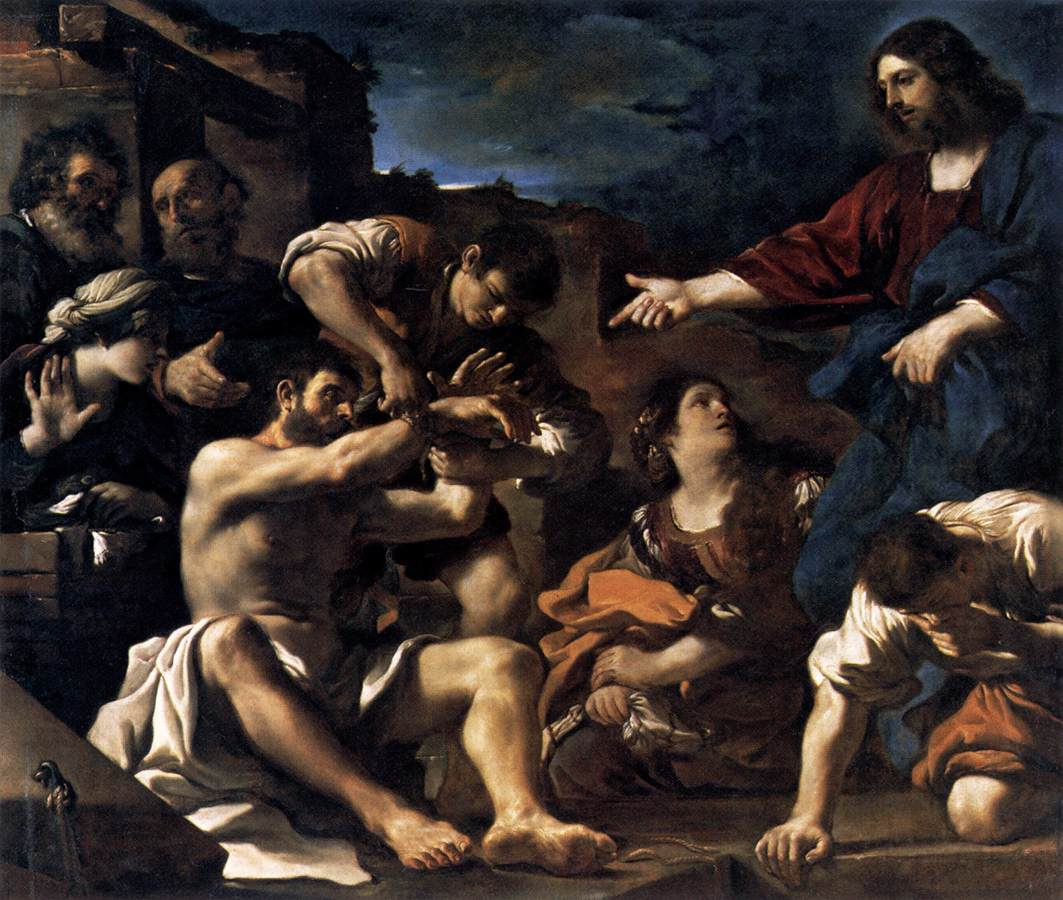
『ラザロの復活』 (1619年) パリ、ルーヴル美術館
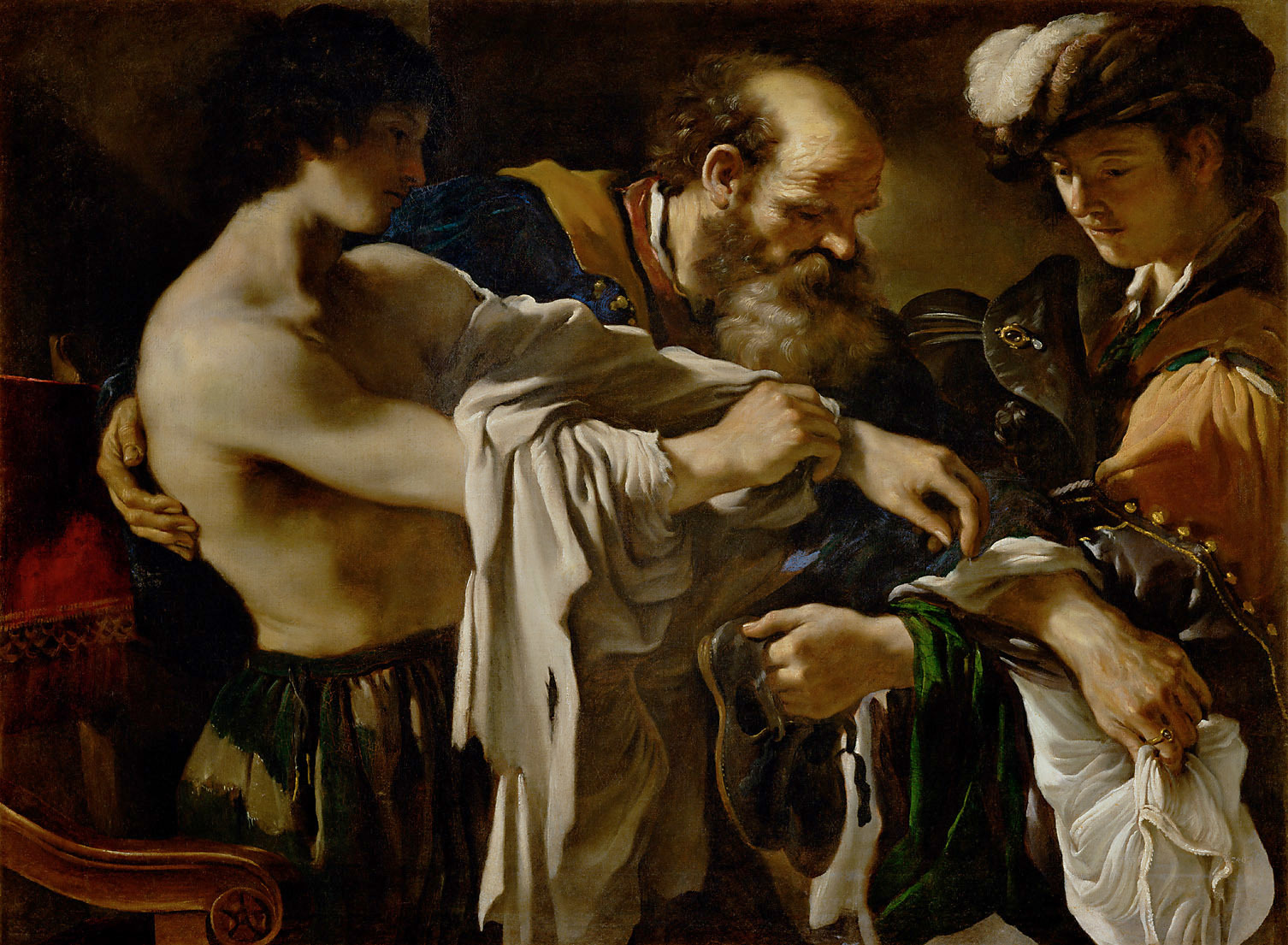
『放蕩息子の帰還』（1619年）ウィーン、美術史美術館
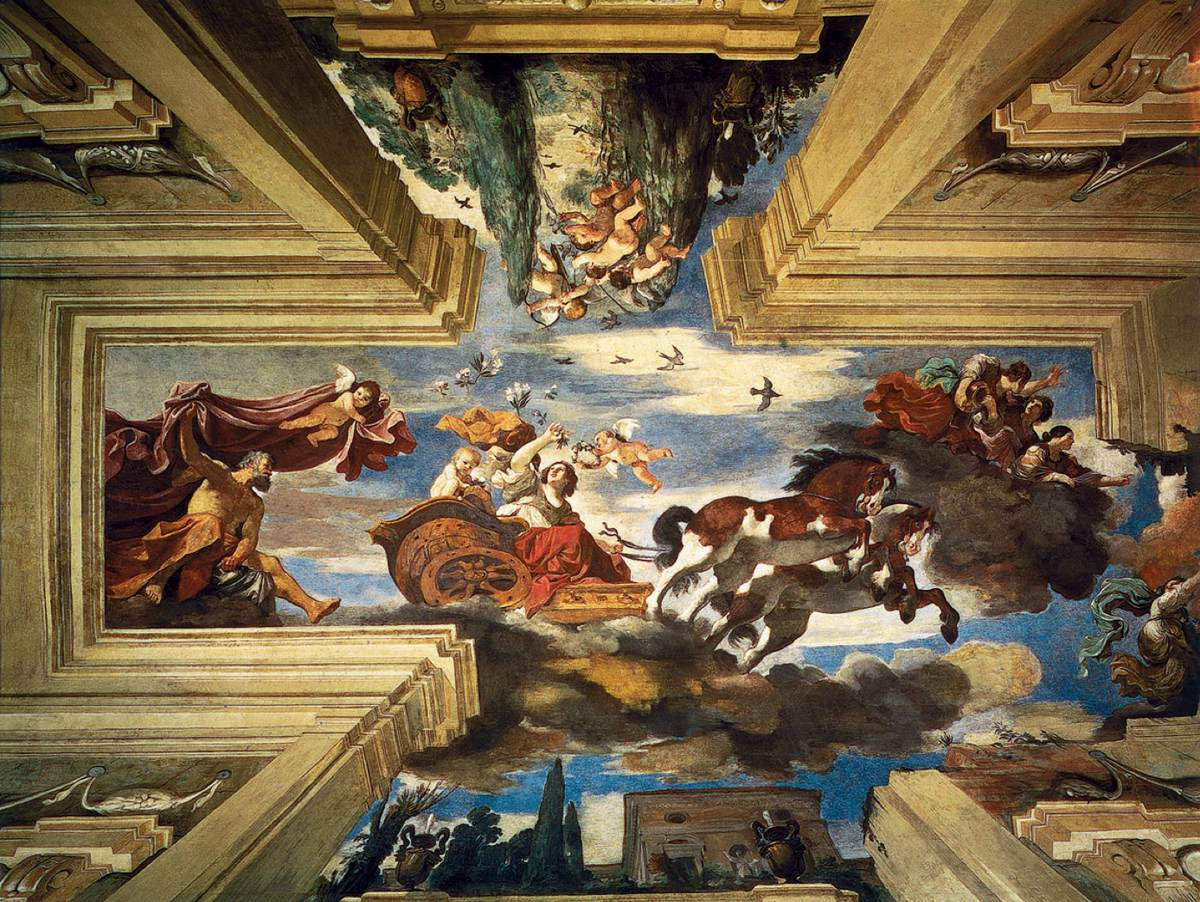
『アウローラ』（1621年）ローマ、カジーノ・ディ・ヴィッラ・ボンコンパーニ・ルドヴィーシ（英語版）
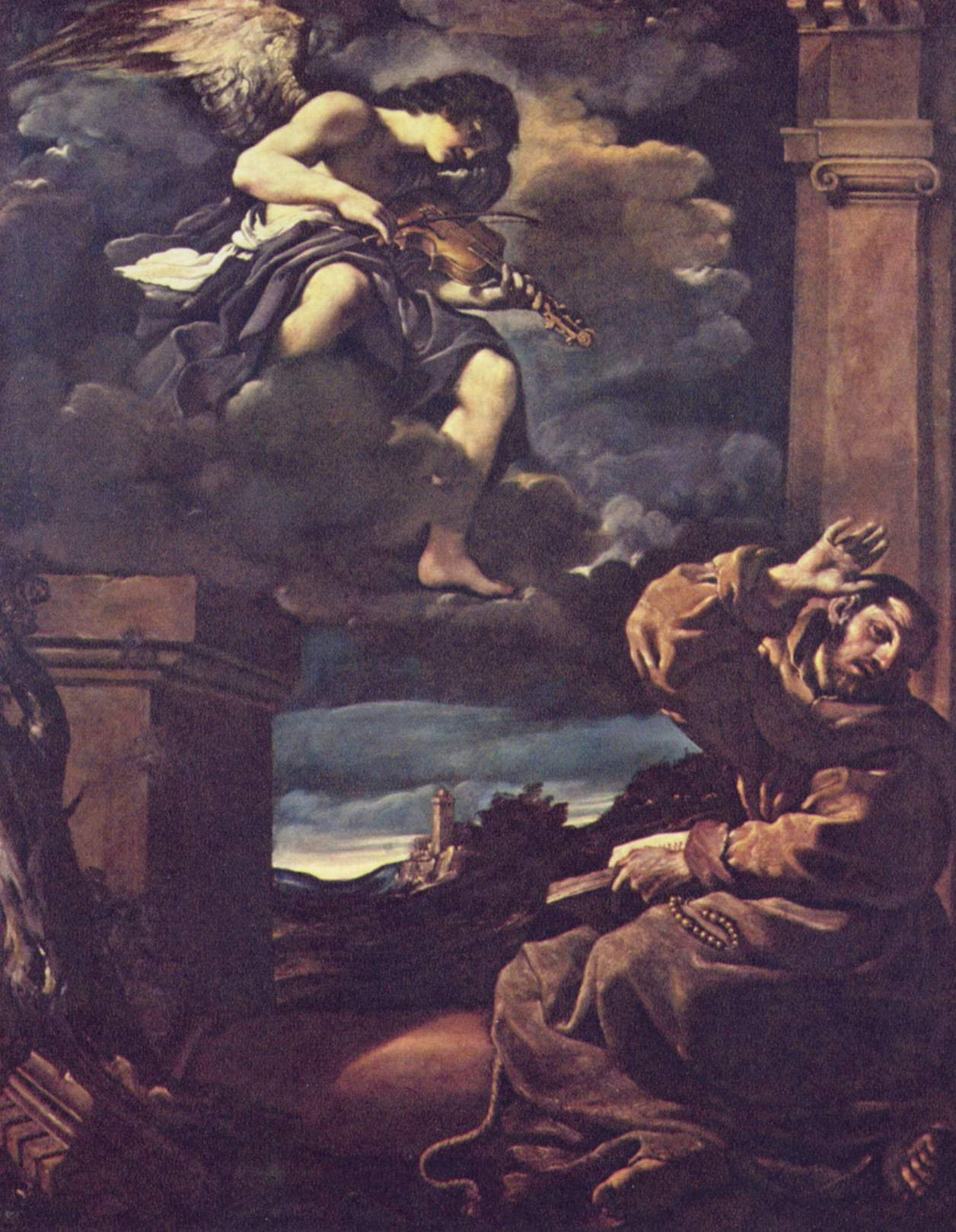
『ヴァイオリンを奏でる天使と聖フランチェスコ』
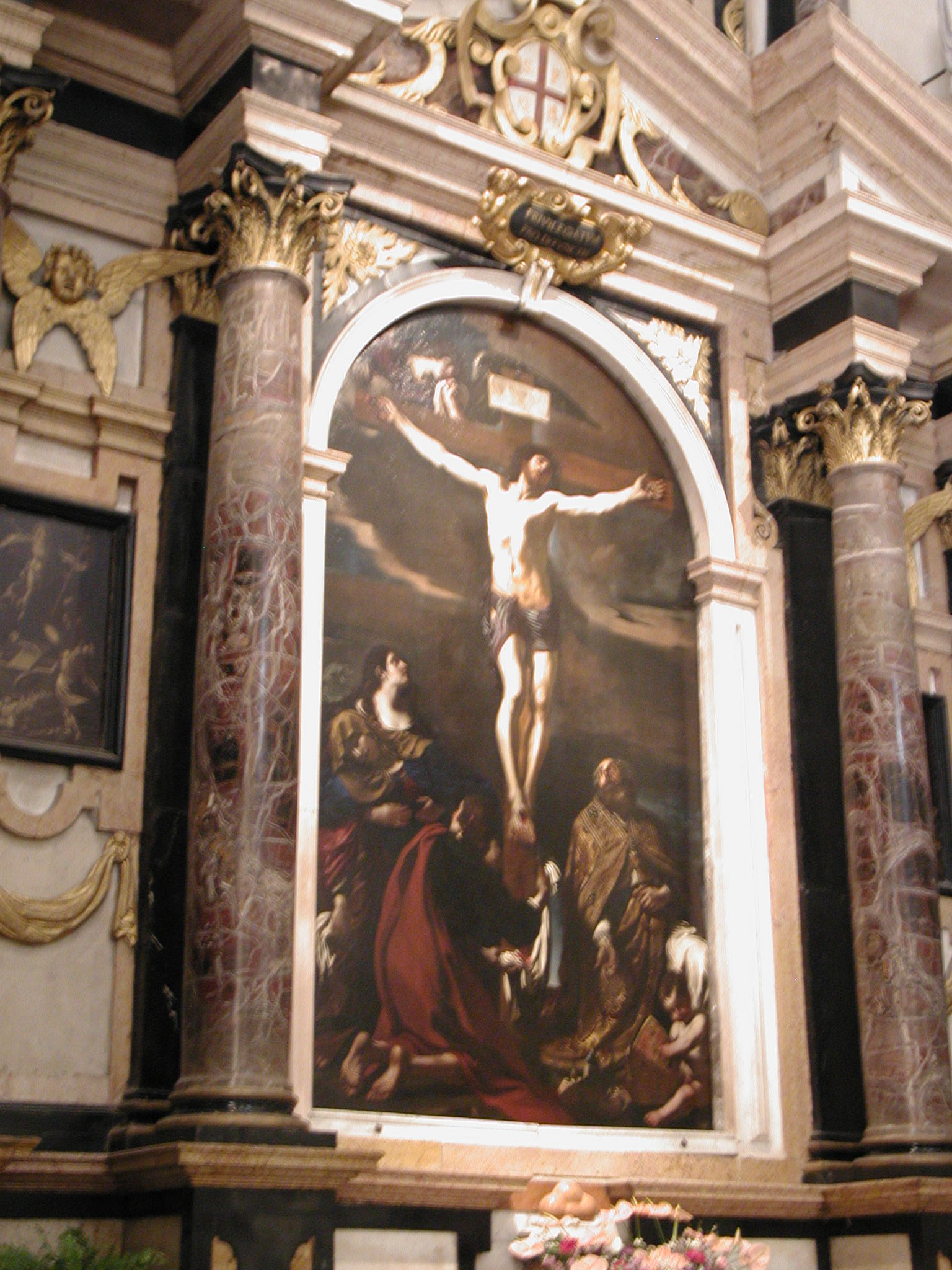
『十字架にかけられたキリストとその足下の聖母マリア、マグダラのマリア、聖ヨハネ、聖プロスペロ』（1624年-1625年）
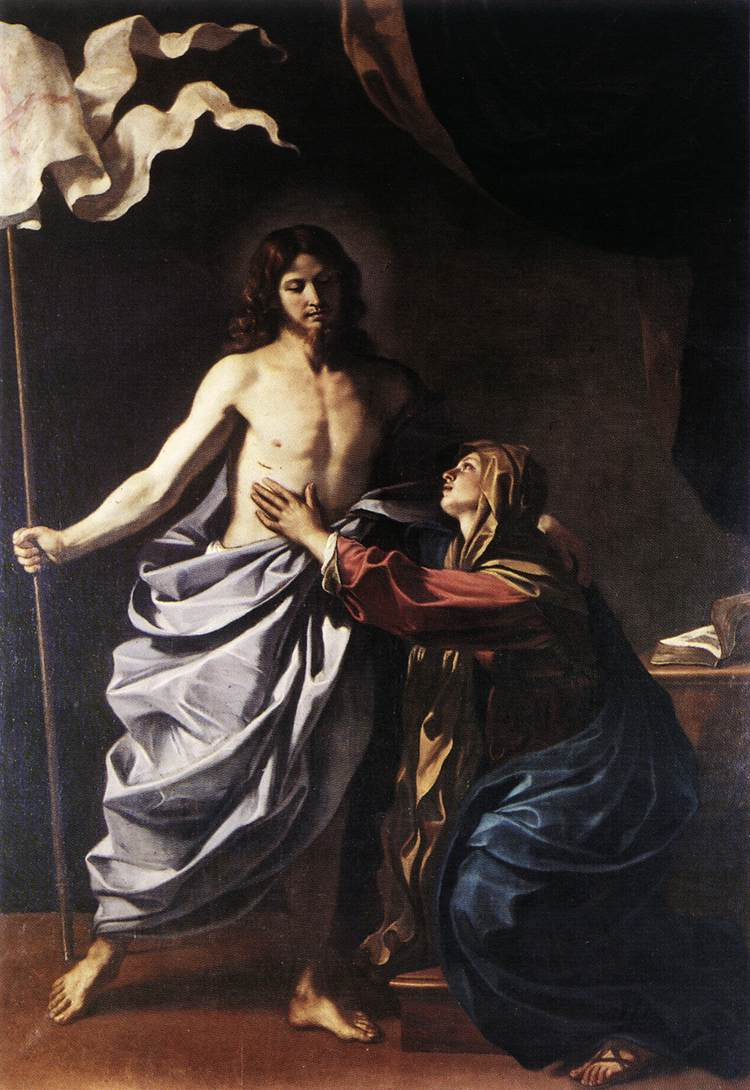
『聖母のもとに現れる復活したキリスト』 (1628-1630年) チェント、イル・グエルチーノ市立美術館
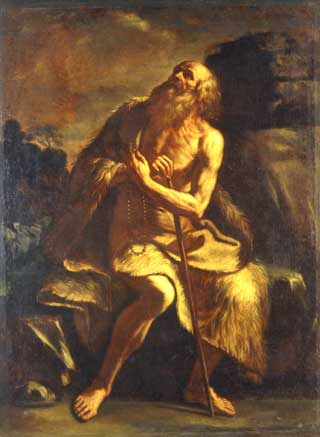
『隠者聖パウロ』
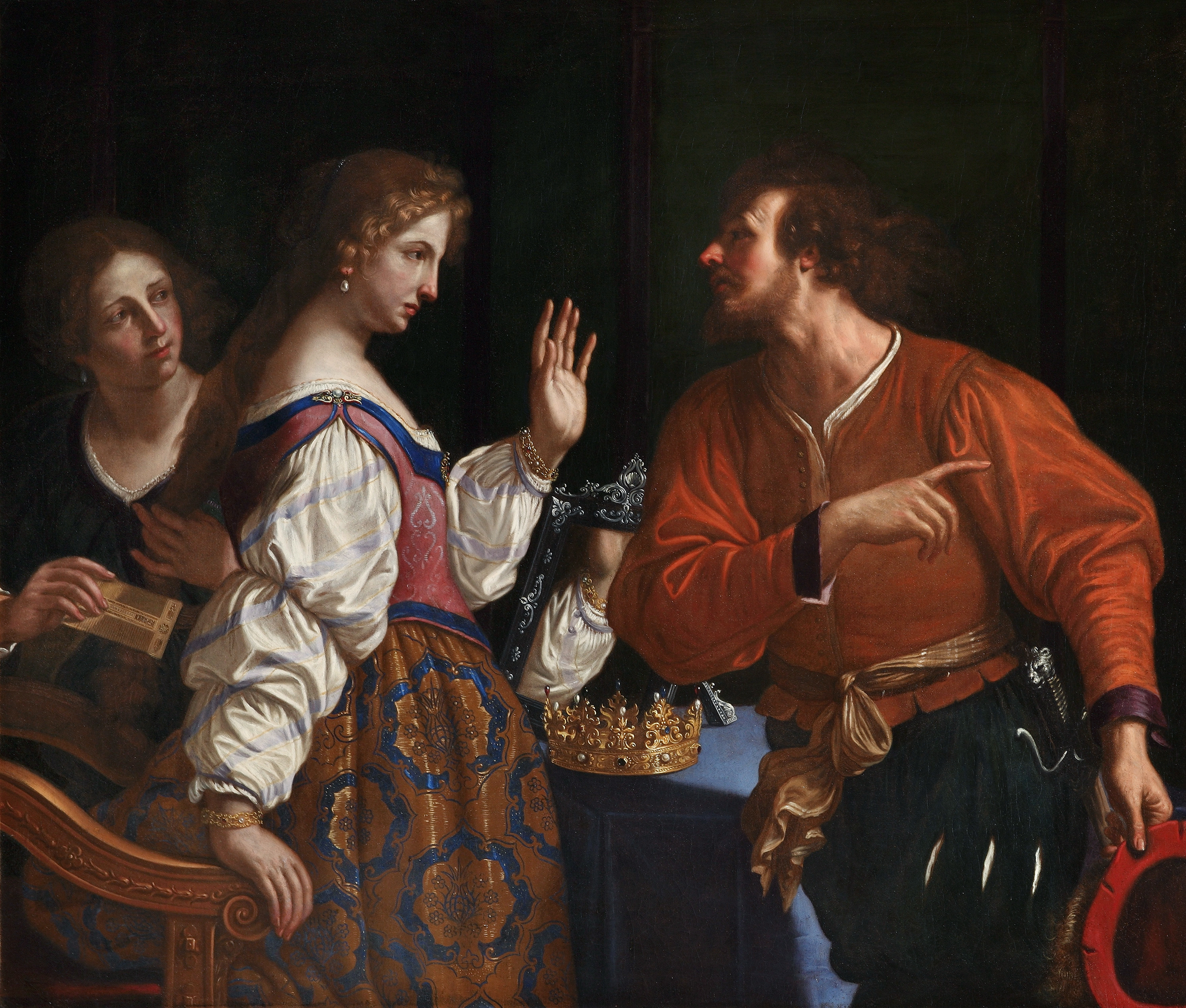
『バビロンの反乱の報告を受けるセミラミス』（1645年）
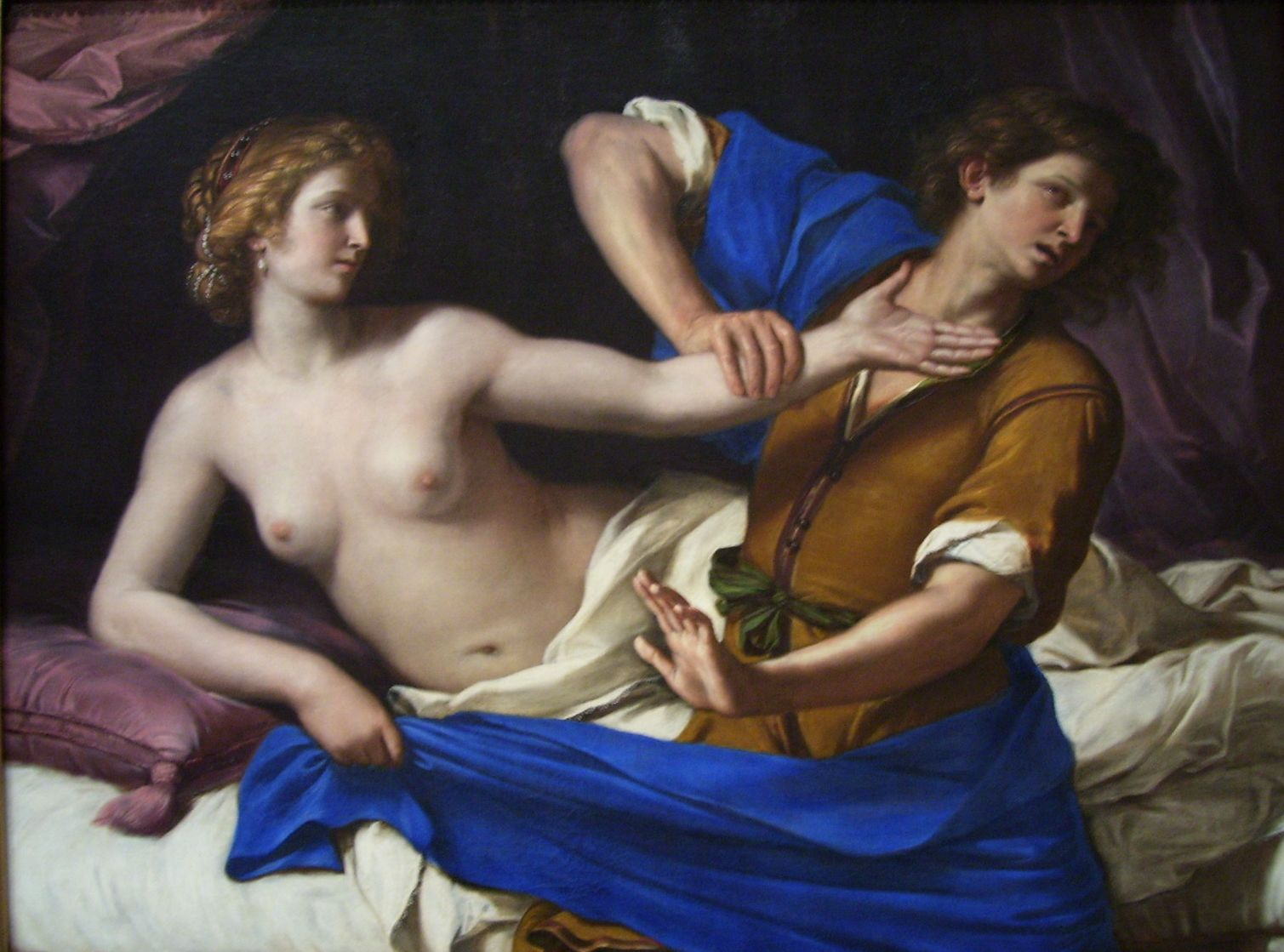
『ヨセフとポティファルの妻』（1649年）ナショナル・ギャラリー (ワシントン)
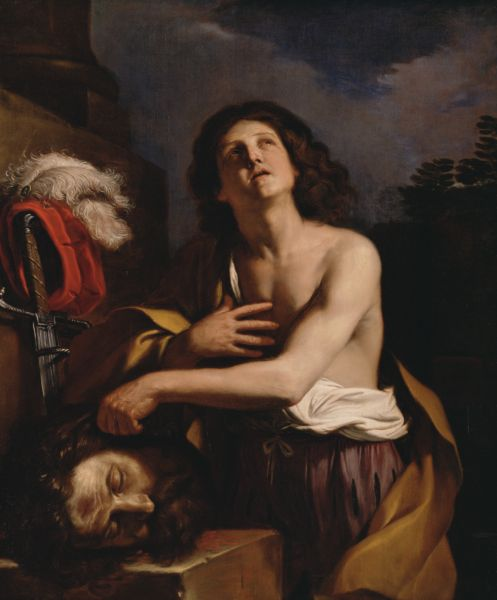
『ゴリアテの首を持つダヴィデ』 (1650年頃) 東京、国立西洋美術館
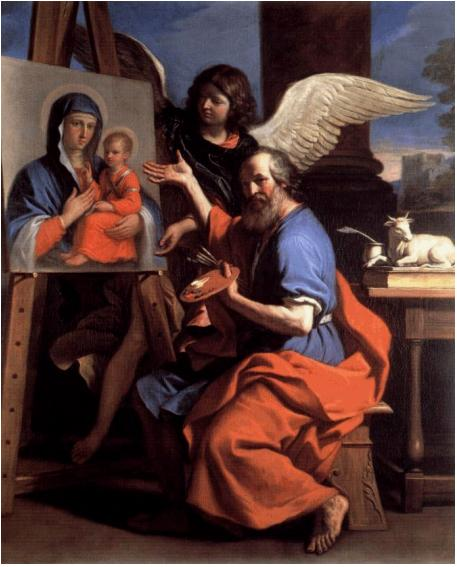
『聖母子の絵を見せる聖ルカ』（1652年 - 1653年）
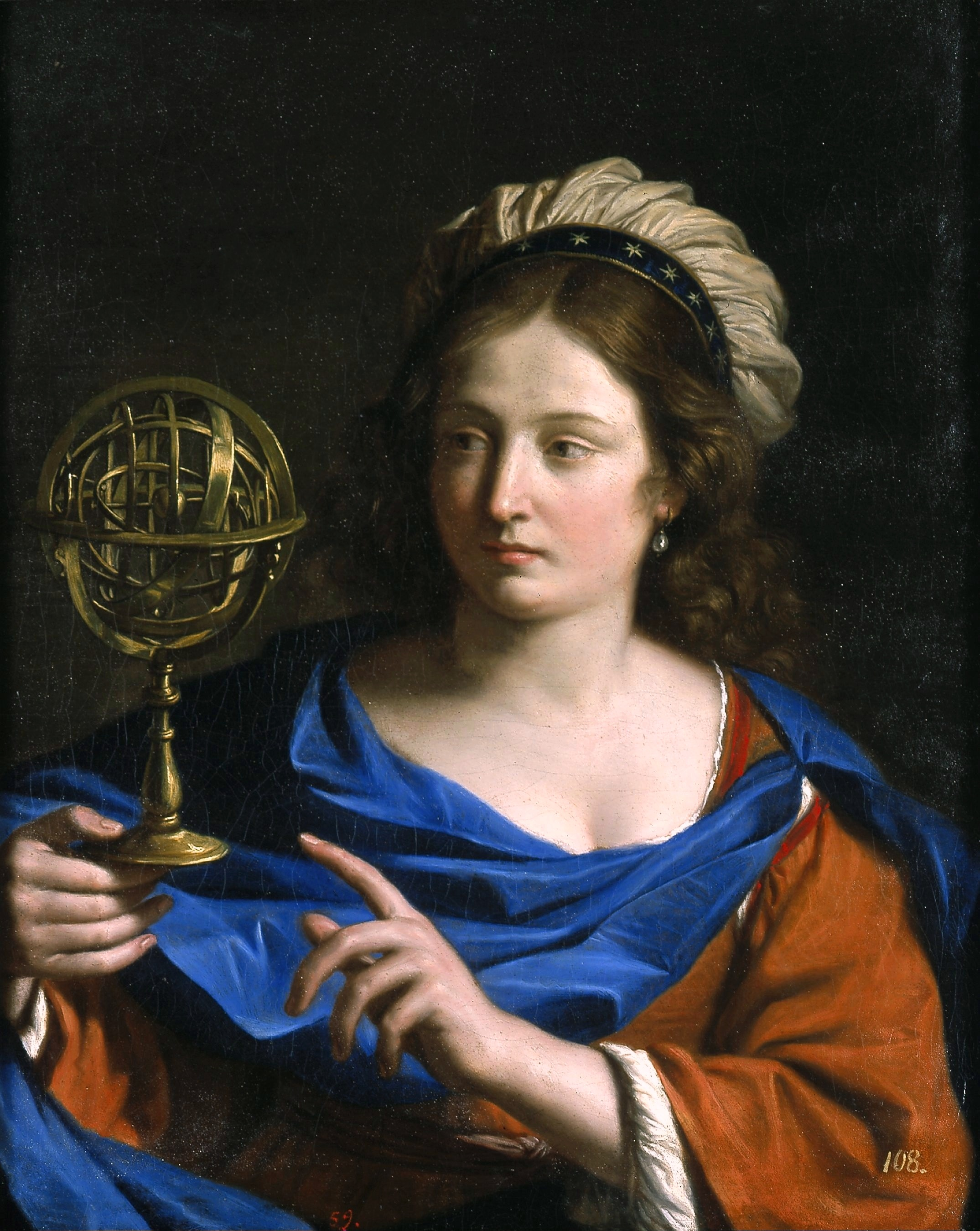
『占星術の象徴』　テキサス州、ブラントン美術館